# Eudonia griveaudi
Eudonia griveaudi là một loài bướm đêm trong họ Crambidae.